# Fujisan Hongū Sengen Taisha

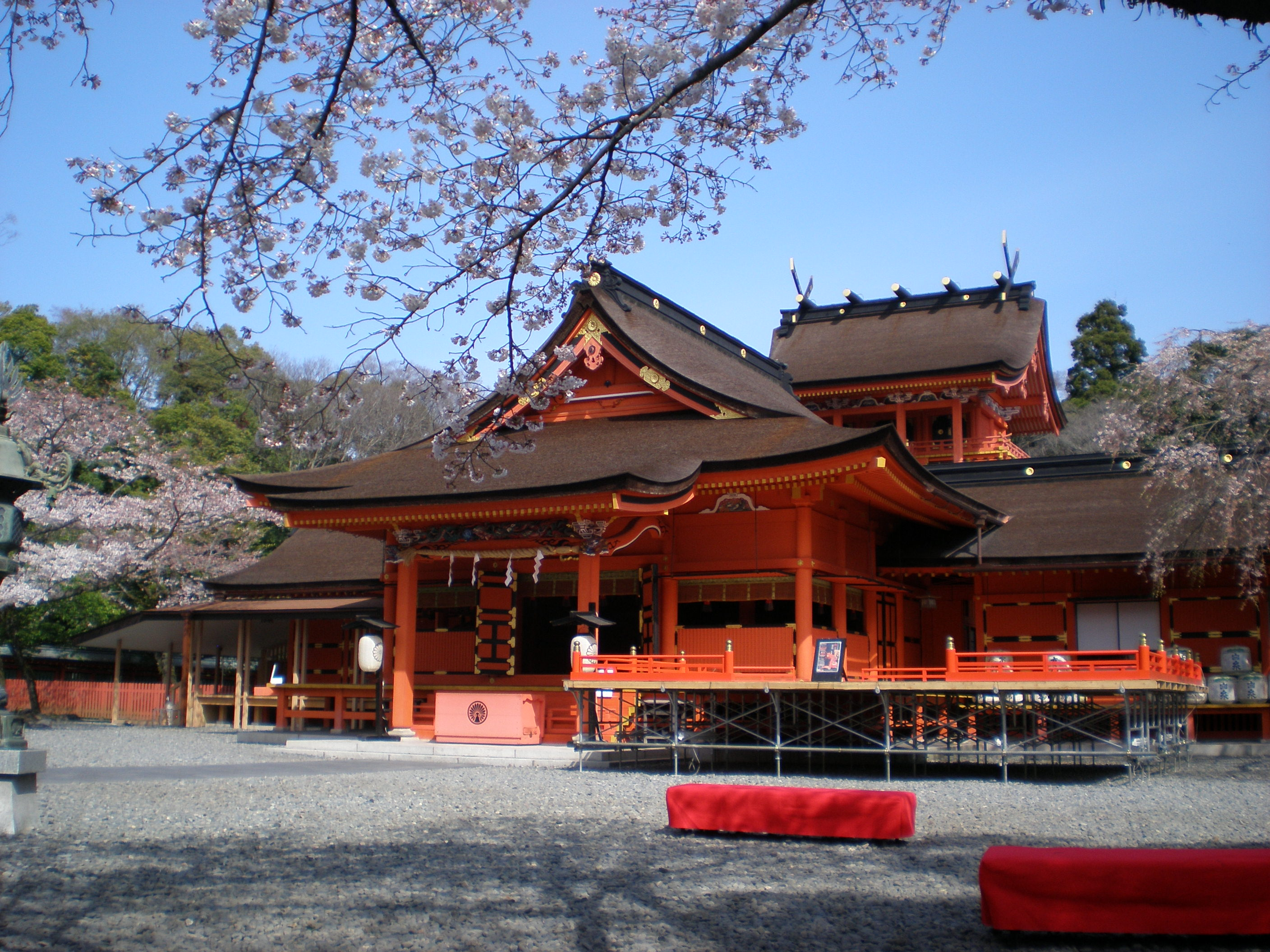
Fujinomiya Hongū Sengen Taisha Honden

Het Fujisan Hongū Sengen Taisha (富士山本宮浅間大社) is een schrijn in Fujinomiya, in de prefectuur Shizuoka in Japan. Het is bekend als het hoofdkwartier van de 1300 Asama-schrijnen in Japan. Sakanoe-no-Tamuramaro, die over het land Emishi heerste, heeft de schrijn in 806 laten bouwen en hij is in 1604 door Tokugawa Ieyasu herbouwd. In deze schrijn wordt de berg Fuji aanbeden, de hoogste berg in Japan. De kami van de schrijn is prinses Konohanasakuya-hime. De schrijn staat in voor de bescherming tegen natuurrampen, een vlotte geboorte, navigatie, vissen, agricultuur en weven. Sinds 2013 is de schrijn opgenomen op de werelderfgoedlijst van UNESCO samen met andere schrijnen rond de berg Fuji en de berg zelf.

## Situering en uitzicht

### De gebouwen
Tokugawa Ieyasu liet het complex herbouwen in 1604 als een teken van dank. De binnenschrijn, buitenschrijn en de torenpoort zijn de enige originele gebouwen die overbleven na de grote aardbevingen van 1633 en 1854. De binnenschrijn telt twee verdiepingen en is ongeveer veertien meter hoog. Op 27 mei 1907 werd het gebouw aangewezen als erfgoed onder de wet om oude tempels en schrijnen te bewaren. Sindsdien wordt het officieel beschouwd als een belangrijk cultureel bezit.
De buitenschrijn is gebouwd in de irimoya-stijl, heeft een oppervlakte van 81 vierkante meter en een dak bedekt met de schors van witte ceder. De torenpoort is dertien meter hoog, zeven meter wijd en vier en een halve meter lang. Ook dit dak is bedekt met de schors van witte ceder. Aan elke zijde van de poort staat een standbeeld met inscripties die aantonen dat ze gemaakt zijn in 1614. De brief die aan de ingang hangt, is geschreven door prins Einin in 1819.

### De omgeving
De omgeving rond het Fujisan Honguu Sengen Taisha is ongeveer 56.000 vierkante meter groot, met de schrijngebouwen en de torenpoort in het midden. De schrijntuinen liggen aan beide zijden van de weg van de eerste torii, tot aan de Kagami-ike. Ongeveer 1500 kerselaars werden er ter ere van Konohanasakuya-hime geplant.
Net voor de torenpoort ligt de Kagami-ike, ook bekend als de spiegelvijver. De stenen brug over de vijver is gebouwd ter ere van de troonsverheffing van keizer Taishō. Sakura-no-baba is een plek vol kerselaars, die dient als de locatie voor het Yabusame-festival in mei.
Hokotate-ishi is een steen net voor de torenpoort. Vroeger werden hier twee grote festivals georganiseerd, in april en november, om de komst van de kami van Yamamiya-schrijn te herdenken die de Sengenschrijn bezocht en zijn heilige hellebaard hier liet rusten.
De Wakutama-vijver wordt vermeld in een gedicht uit de Heianperiode van Taira-no-Kanemori. Het water in de vijver is de gesmolten sneeuw van Fuji. Vroeger reinigden de beklimmers van Fuji zich in deze bron, alvorens de berg te beklimmen.
Kantate is een kleine heuvel aan de Wakutama-vijver en is beplant met vele azalea’s. Het pure water uit de Wakutama-vijver vormt de stroom van de Mitarashi. Deze vormt geleidelijk de Kanda-rivier, die de schrijn scheidt van de nabijgelegen stad.

## Oprichting
De schrijn is ook bekend als Ōmiya Sengen Jinja, maar wordt vandaag de dag officieel Fujisan Hongū Sengen Taisha genoemd. De schrijn ligt in de stad Fujinomiya. Zoals vele andere instituties in Japan, combineert deze schrijn zowel de boeddhistische praktijken en leer als Shinto. Het werd in het begin van de negende eeuw opgericht aan de zuidwestelijke voet van Fuji. Het was niet deze schrijn, maar een in de buurt van Murayama, die als eerste een cult begon om het beklimmen van Fuji als een religieuze praktijk te beschouwen.
De twaalfde keizer van Japan, Suijin, plaatste Asama-no-ōkami onder bescherming aan de voet van Fuji. Dit is de oorsprong van de schrijn. De vijftigste keizer, Heizei, liet een nieuwe grote schrijn bouwen op de huidige plek te Ōmiya. Sindsdien is deze al voor meer dan 1100 jaar de hoofdschrijn van de meer dan 1300 Sengenschrijnen van Japan.
Tijdens het Tokugawa-shogunaat koos Tokugawa Ieyasu ervoor de Sengenschrijn te patroniseren. Hij financierde de reconstructie van de hoofdhal omdat de priesters hem hadden gesteund tijdens de Slag bij Sekigahara in 1600. Iedereen die Fuji wilde beklimmen, moest vanaf nu eerst langs de Sengen-schrijn. De plaats waar de schrijn nu gesitueerd is wordt beschouwd als de hoofdingang tot de berg Fuji.

## Conflicten
De ultieme religieuze praktijk was het beklimmen van de berg, meestal via de Yoshida-weg. De pelgrims verbleven in herbergen opengehouden door oshi, quasi-priesterlijke figuren die ook als gids dienstdeden. Bij elk station werden er hutten opengehouden door de lokale bevolking. De pelgrims stopten bij de Dainichi-hal, de Yakushi-hal en een van de, of beide bronnen van heilig water; de Kinmeisui (goud licht water) en de Ginmeisui (zilver licht water), voor ze weer naar beneden gingen.
Naast een religieus, waren deze pelgrimstochten ook een economisch fenomeen. Fujisan Hongū Sengen Taisha en de lokale bevolking zochten naar winst, maar deze zoektocht naar een financiële bron van inkomsten resulteerde in een aantal conflicten.

### Subashiri
In 1703 ontstond een conflict tussen drie oshi en een priester van Subashiri enerzijds en Fujisan Hongū Sengen Taisha anderzijds. De oshi en de priester hadden een petitie gestart tegen de schrijn. Ze beweerden dat de schrijn het traditionele recht tegenging van de Subashiri-inwoners om geld in te zamelen dat geofferd of in de krater gegooid werd. Fujisan Hongū Sengen Taisha was er ook mee akkoord gegaan dat inwoners van Yoshida twee nieuwe stations mochten openen op de Yakushi-top. Het Bureau van Tempels en Schrijnen (Jisha-bugyō, 寺社奉行) deed een uitspraak in het voordeel van Subashiri. De schrijn moest de toestemming terugtrekken en veertig procent van het geld afstaan.

### Gestorven pelgrims
In 1770 ontstond een conflict dat ging over de verantwoordelijkheid van het begraven van pelgrims die op Fuji gestorven waren. Het was een bron van inkomen en de verantwoordelijke kreeg de autoriteit over het gebied waar ze ontdekt waren. Op een bepaald punt in het conflict werden de tegenhangers uit Subashiri uit hun hutten in Yoshida gejaagd door de lokale bewoners. In 1779 besloot het Bureau van Tempels en Schrijnen dat de schrijn de verantwoordelijkheid kreeg over de doden en ook over het grondgebied waar ze stierven. Dit grondgebied strekte zich uit van het achtste station tot de top van Fuji.

### Reformatie van de landtaks
Tegen het einde van 1870 eiste de imperiale staat dat tempels en schrijnen de gronden die ze belastingvrij hadden mogen gebruiken tijdens de Tokugawaperiode, moesten afstaan aan de staat. De enige uitzondering waren de gronden waar rituelen plaatsvonden. Sommige percelen werden toegekend aan lokale landbouwers. Bossen en andere stukken grond zonder een duidelijke titel werden door de staat ingenomen. Tijdens deze periode streefden de priesters niet naar een exclusieve titel, omdat ze zo in een goed beeld zouden staan bij de overheid en om hun instituties te beschermen tegen de belastingen.
In 1874 vond een landtaksreformatie plaats, dat duidde dat zelfs de gebieden waar rituelen plaatsvonden staatseigendom werden. De politiek tijdens de Meijiperiode had een groot effect op de Sengenschrijn. Het verloor ongeveer de helft van zijn eigendommen aan de voet van de berg, het grootste deel bebost. 10288 tsubo (34053 vierkante meter) werden overgebracht naar de staat en de overige 9777 tsubo (32362 vierkante meter) werden tot de ‘omgeving’ van de schrijn benoemd, die ook ingeschreven werden als staatsgrond. Niet alleen de belangrijkste gebieden van de schrijn, maar ook de krater en de top van Fuji werden officieel staatseigendom. De schrijn werkte ernaartoe om de controle over zowel de top als de voet van de berg terug te winnen, maar schrijnen waren publiek dus zou het ideologisch geen steek gehouden hebben moesten ze van de gronden privaat domein willen maken.
Sengenschrijn wou status, rijkdom en macht in de politieke hiërarchie. Ze spraken vaak de staat aan om de grenzen van hun hoofdeigendommen uit te breiden en de top en krater bij hun eigendom te voegen. Uiteindelijk werden in 1899 alle gronden die boven het achtste station lagen, toegekend aan de schrijn. Een paar jaar eerder, in 1896, werd de schrijn van een nationale schrijn gepromoveerd naar een groot imperialistische schrijn.
Vanaf dat moment wolden de priesters alles herstellen tot zoals het was voor de hervormingen. Het was tijdens het jaar 1900 dat het ministerie besliste om de verkoop van wouden en velden, die eerder van schrijnen en tempels waren afgenomen, toe te staan. In 1932 telde de Sengenschrijn 17440 tsubo (57726 vierkante meter).

### De strijd om Fuji
Na de Tweede Wereldoorlog werd een strikte scheiding tussen religie en staat verplicht. Dit om te voorkomen dat de overheid aan bepaalde doctrines en instituties de voorkeur zou geven. Het was toen volgens Douglas MacArthur beter om een ultranationalistische religie die had bijgedragen tot de oorlog en zijn gevolgen, te ontmantelen. Het belastinggeld en de publieke eigendommen mochten niet meer gebruikt worden door eender welke religieuze institutie of andere instituties die niet onder de controle van de staat stonden. Sommige organisaties verwelkomden deze splitsing enthousiast en anderen waren bezorgd dat de connecties met de overheid zich zouden tonen als een daling in macht en invloed. Vele tempels en schrijnen stonden al op het punt hun titel te verliezen door de wet die enkele weken ervoor was ingevoerd. De staat had alle landbouwgrond opgekocht over heel Japan, buiten Hokkaido.

#### De voor- en tegenstanders
Toen de discussie over of Fuji nu het eigendom moest zijn van de Sengenschrijn of van de staat, ging deze niet alleen over een religieuze plek, maar over een symbool van een natie. Verschillende groepen met uiteenlopende interesses betoogden dat de piek van Fuji in publieke handen zou blijven. Ook de discussie tussen Yamanashi- en Shizuoka-prefectuur speelde een belangrijke rol. De ‘All Japan Tourism Association’ en de ‘Japan Nature Preservation Association’ sloten zich aan bij Yamanashi, die het verkeerd vond dat Fuji geprivatiseerd zou worden. Alhoewel Fuji het goddelijk lichaam was voor de Sengenschrijn, hadden ze volgens hen het bezit van de berg niet nodig om het te aanbidden. Deze groepen dienden petities in tegen de schrijn, aangevuld met het argument dat Fuji recentelijk meer gebruikt werd voor recreatie en niet meer voor religieuze doeleinden.
De supporters van de Sengenschrijn benadrukten de lange periode dat het verbonden was met de bergFuji, en dat er in de hoofdhal van de schrijn geen centrale religieuze voorwerpen stonden, maar dat in de plaats ervan er uitzicht op de berg was. Zowel het Tokugawa-shogunaat als de gouverneur van Shizuoka in 1899, hadden de grond van het achtste station tot de top aan de schrijn toegekend. De top mocht dan een deel zijn van het park, maar dit betekende voor hen niet dat het staatseigendom mocht worden.

#### 1952: Yamanashi en Shizuoka
In 1952 werd uiteindelijk beslist dat enkel de religieus belangrijke gronden aan de Sengenschrijn toegekend mochten worden. Het betrof de twee plekken met de bijschrijnen en de twee bronnen van heilig water. De overige gronden werden staatseigendom.
De hoofdpriester Satō accepteerde niets tot de top ook in zijn macht lag. Hij ging verder met het bediscussiëren van de zaak met politica en bureaucraten. Enkele maanden nadat Japan opnieuw onafhankelijk geworden was, in 1952, bezochten enkele comitéleden de schrijn om hun beslissing te herzien. Twee maanden later werd het gebied vanaf het achtste station tot en met de top eigendom van de schrijn, met uitzonderingen van enkele percelen waar bijvoorbeeld het weerstation stond. Deze beslissing zorgde ervoor dat in tegenstelling tot de verwachtingen, een politiek duel ontstond dat nog vele jaren zou duren.
De meest dramatische dag van deze discussie was 5 februari 1953. De tegenstanders uit Yamanashi, inclusief de hoofden van de oshi uit Fujiyoshida, paradeerden met hun mikoshi in de vorm van Fuji eerst naar Shinbashi en daarna naar het ministerie van financiën. Demonstranten zouden het ministerie bestormd hebben als de politiemannen hen niet hadden tegengehouden. De leider van deze opstand was de gouverneur van Yamanashi, die gedetermineerd was Fuji uit de handen van Shizuoka te houden. Het gebied van het achtste station tot aan de top was nooit toegewezen geweest aan een prefectuur. Dat het gebied toegewezen werd aan de Sengenschrijn betekende dat het onder de controle van Shizuoka kwam. Het was niet alleen een provinciale discussie, maar ook de financiële winst die gemaakt kon worden door het toerisme en nationale trots dreven hen in hun acties. De druk steeg en een comité van twaalf leden werd gevormd, waar vragen gesteld en commentaar gegeven werd om uiteindelijk tot een beslissing te komen.
Op 6 februari 1954 werd beslist dat Fuji in staatshanden moest blijven. Geoordeeld werd dat het voor de schrijn niet nodig was om het lichaam van de kami te bezitten, net zoals niemand de zon in zijn bezit heeft. De schrijn gaf toe dat er duizend Sengenschrijnen waren over Japan verspreid, maar bleef erbij dat hun situatie uniek was, omdat zowel het Tokugawa-shogunaat als de imperiale overheid hun macht hadden erkend.

#### 1962: De uiteindelijke beslissing
De juristen uit Nagoya beslisten in 1962 dat, behalve bepaalde percelen grond zoals het weerstation en telecommunicatiecentrales, alles terug moest, zoals was beslist door het Tokugawa-shogunaat. Alle grond boven het achtste station van Fuji was het legitieme eigendom van de Sengenschrijn. De overheid tijdens de Meijiperiode schreef het land in als staatseigendom, maar het was onder de controle van de schrijn. Deze beslissing veroorzaakte geen opstanden zoals die in 1953. Yamanashi was druk bezig met investeren in een weg die naar het vijfde station op Fuji leed. Het duurde nog dertig jaar voor de Sengenschrijn een akte van levering kreeg van het ministerie van financiën. Dit omdat het gebied noch in Shizuoka, noch in Yamanashi lag. In december 2004 werd de akte van levering uiteindelijk verstrekt.

## Kami
Konohanasakuya-hime (木花之開耶姫 konohananosakuyahime) is in de Japanse mythologie de bloesemprinses en het teken van een vroeg beginnend leven. Ze is de dochter van de kami van de berg, Ōyamatsumi-no-mikoto, en de belangrijkste kami in de Asama-schrijnen en wordt soms ook in combinatie met haar vader en/of haar zus, Iwanaga-hime, aanbeden. Ze verschijnt in zowel de Kojiki als de Nihonshoki en staat in voor de bescherming tegen vuur.
In beide verhalen is Konohanasakuya-hime de vrouw van de kami Ninigi. Ze ontmoette hem aan zee en werden verliefd. Ninigi vroeg aan haar vader, Ōyamatsumi, haar hand, maar de vader stelde voor dat hij beter met zijn oudere dochter, Iwanaga-hime, kon trouwen. Ondanks zijn aanbod bleef Ninigi overtuigd van zijn keuze en kon de vader niet anders dan akkoord gaan. Omdat Ninigi de hand van Iwanaga, de steen-kami, weigerde, is de mens geen lang leven gegund zoals die van een lelijke steen, maar een kort leven zoals die van een mooie kersenbloesem.
Konohanasakuya-hime werd zwanger op één nacht tijd. Dat vond Ninigi verdacht en hij dacht dat het kind van een aardse kami was, in plaats van een hemelse kami zoals hemzelf. Konohanasakuya-hime was woedend door de beschuldigingen van Ninigi en stapte in een hut die ze in brand stak. De kinderen zouden volgens haar niet verwond raken als ze echt de afstammelingen waren van de hemelse kami Ninigi. Drie zonen werden gezond geboren, Hoderi, Hosuseri en Hōri.
Konohanasakuya-hime wordt ook vermeld met de volgende namen: Konohana no sakuya hime, Konohana sakuya hime no mikoto, Kamuatatsu hime, Kamu toyoatatsu hime en Kamu atakāshitsu hime.

## Festivals
Er worden elk jaar meer dan zestig festivals gehouden bij de schrijn. Enkele voorbeelden zijn het Setsubun-festival en het rijst plant festival. Het Setsubun-festival wordt elk jaar georganiseerd om boze geesten te verjagen door bonen naar de bezoekers te gooien.
De belangrijkste festivals:

### Yabusame-festival
De shogun Yoritomo bracht in 1193 grote aantallen van zijn bedienden naar de voet van Fuji voor militaire training en demonstraties van zijn macht. Hij liet er door boogschietende ruiters een show geven. Dit is uitgegroeid tot het jaarlijkse Yabusame-festival. Dit festival is elk jaar in mei. Op 5 mei wordt de show gegeven, waarna de deelnemers, waaronder priesters, kinderen en mensen verkleed in samoerai, op zestig paarden rijden en paraderen langs de hoofdstraten van de stad. Ten slotte volgt er nog de ceremonie Sakura-no-baba.

### Opening en sluiting klimseizoen
Het klimseizoen duurt officieel van 11 juli tot en met 31 augustus. Vier dagen voor de start bidden priesters voor de bescherming van de klimmers, gevolgd door rituelen zoals de purificatieceremonie. Op 7 september bedanken de priesters de kami voor de bescherming die hij geboden heeft.

### Fujiyoshida vuurfestival
Het Fujiyoshida vuurfestival (Yoshida no Himatsuri, 吉田の火祭り) begint op 26 augustus. Het krijgt steun van de gemeenschap van Fujiyoshida en wordt al vijfhonderd jaar georganiseerd door dezelfde families.
Het is gebaseerd op het verhaal van de kami Konohanasakuya-hime, wiens kinderen waren geboren in het midden van vuur. De vlammen gemaakt door de fakkels op het vuurfestival representeren het vuur dat Konohanasakuya-hime heeft gestart om haar onschuldigheid te bewijzen. Het festival wordt dan ook niet alleen georganiseerd om uitbarstingen van Fuji tegen te gaan, maar ook om een vlotte bevalling te verzekeren.
Het vuurfestival wordt ook Chinka Taisai genoemd, wat zoveel betekent als ‘Het festival om het vuur te doven’ of het festival dat ervoor zorgt dat Fuji nog een jaar niet uitbarst.
Konohanasakuya-hime moet uit haar huis gehaald worden en wordt rondgedragen door de straten van Fujiyoshida, zodat ze de belangen van de stad leert en zo de keuze kan maken of ze de stad spaart van een uitbarsting of niet. De ziel van de kami wordt overgedragen van de schrijn naar een mikoshi (神輿 of 御輿) en wordt in een mobiele schrijn door de straten van Fujiyoshida gedragen door dertig sterke mannen. Als deze procedures niet gevolgd wordt, wordt geloofd dat de kans stijgt dat de berg Fuji uitbarst.
De eerste mikoshi dat rondgedragen wordt op het festival is de myojin-mikoshi, wat betekent ‘de schrijn van de grote god’ en is een miniatuurversie van een schrijn. De tweede is een replica van de berg Fuji, ōyama- of mikage-mikoshi genaamd. Het weegt een ton. De myojin-mikoshi gaat altijd voor op de ōyama-mikoshi. Zijn dragers stoppen in totaal drie keer om hem op de grond te gooien. Dit gebeurt om de band tussen de dragers te versterken, om het publiek op te vrolijken en de berg Fuji te plezieren.
De climax van het dragen van de mikoshi gebeurt als de myojin-mikoshi in het Kamiyoshida gemeenschapshuis binnengaat. Daar is een rustplaats voor de twee mikoshi voorbereid.

### Herfstfestival
Dit evenement werd het grootste festival genoemd rond de periode 1577 tot 1650 en werd in zowel april, september als november georganiseerd. Vandaag de dag gaat het in november door. Het herfstfestival duurt drie dagen en is het grootste festival in de regio van Oost-Shizuoka.
- CiNii: DA06950261
- Bibliotheek van het Japanse parlement: 00554167
- Virtual International Authority File: 253569427